# تياغو ألفيس (مقاتل)
تياغو ألفيس (تلفظ برتغالي: /tʃiˈaɡu ˈawvis/؛ مواليد 3 أكتوبر 1983) هو مقاتل فنون القتال المختلطة برازيلي.

## وصلات خارجية
- تياغو ألفيس (مقاتل) على موقع يو إف سي (الإنجليزية)
- تياغو ألفيس (مقاتل) على موقع شيردوغ (الإنجليزية)
- تياغو ألفيس (مقاتل) على موقع Tapology.com (الإنجليزية)
- تياغو ألفيس (مقاتل) على موقع IMDb (الإنجليزية)
- تياغو ألفيس (مقاتل) على موقع قاعدة بيانات الفيلم (الإنجليزية)